# Gastronomía de la provincia de Toledo

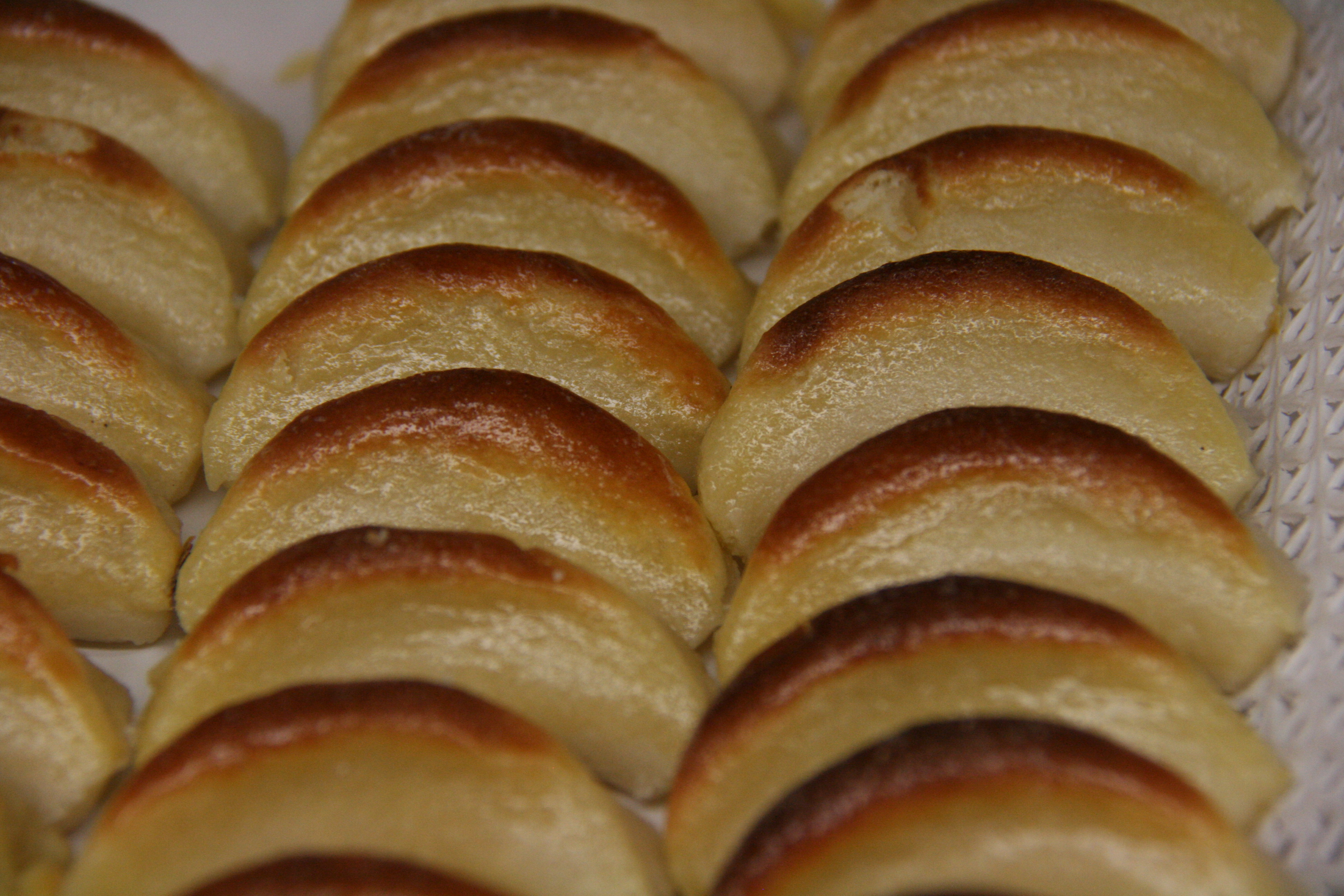
El mazapán es uno de los elementos de la repostería toledana más significativos.

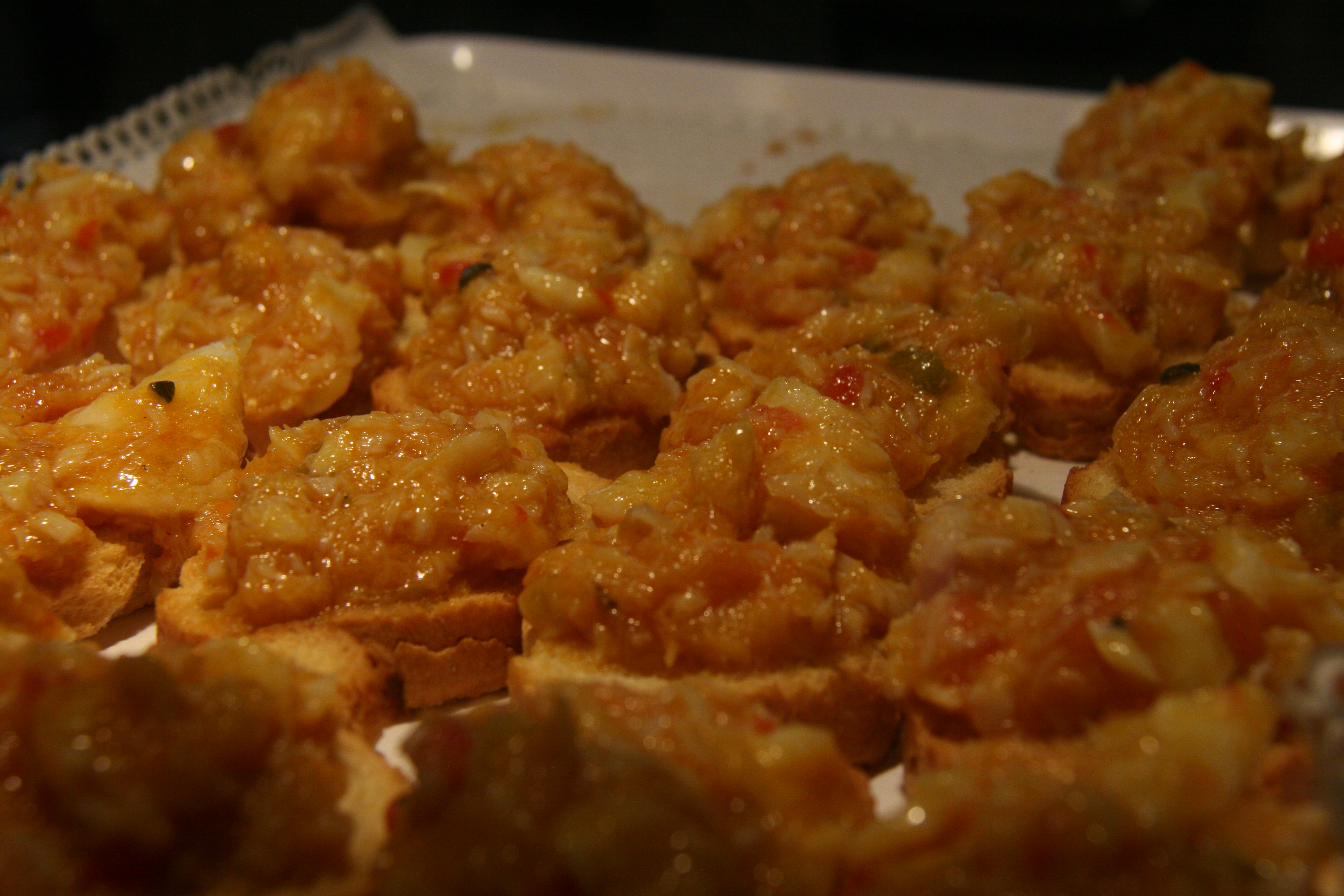
El bacalao ajoarriero servido en tostas.

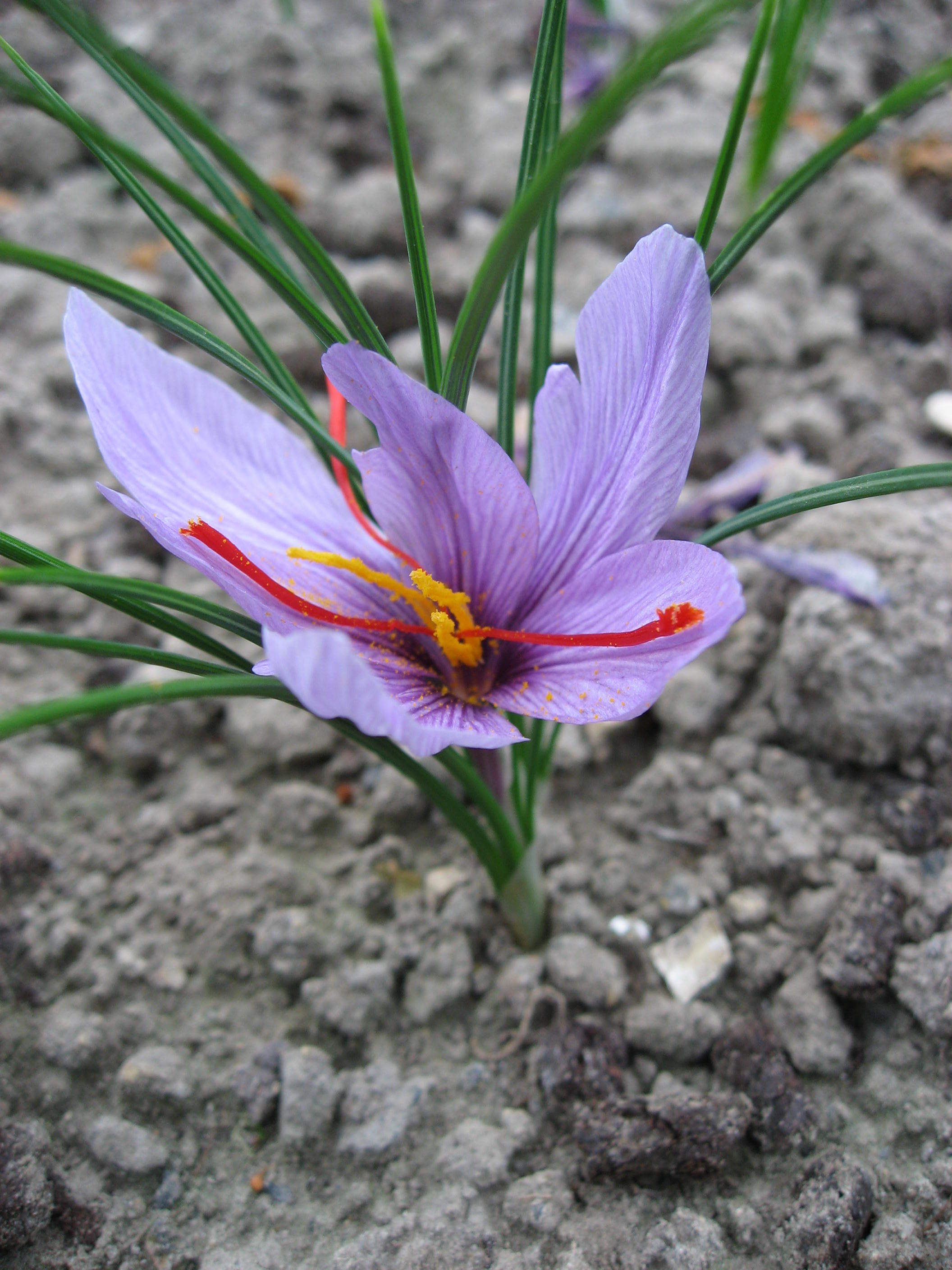
La rosa del azafrán, mostrando sus valiosos pistilos.

La gastronomía de la provincia de Toledo es el conjunto de platos y costumbres culinarias de la provincia de Toledo. Es la cocina de esta provincia una de las más identificadas con la cocina castellana. Se trata de una cocina de secano. Dentro de los platos elaborados con caza menor la perdiz es de lo más característico de la provincia.

## Ingredientes
Es tierra, al igual que otras provincias castellanas, de queso de leche de oveja, siendo su producción abundante en Oropesa, El Puente del Arzobispo, Talavera de la Reina entre otras. El cultivo de azafrán posee en la provincia una gran historia y cuenta con una Denominación de Origen. Es en la comarca de La Mancha toledana donde se recolecta y se celebran fiestas (caso de Consuegra). La cocina de Toledo trae aromas con ecos mediterráneos, romanos, visigodos, árabes, judíos, cristianos, palaciegos, campestres, quijotescos, conventuales. No por casualidad fue en Toledo donde se publicó el primer tratado de cocina en lengua castellana, el Libro de Guisados de Ruperto de Nola, en 1529, coincidiendo con la estancia en la ciudad del emperador Carlos V, principal impulsor de su traducción desde el catalán. 
También fue en Toledo donde se gestó el primer tratado de dulcería en castellano 'Los quatro libros del arte de la confitería, publicado en 1592 y escrito por Miguel de Baeza, vecino y natural de la ciudad, un libro que tuvo una gran repercusión en la cultura culinaria dulce española.
La cocina tradicional de Toledo es gustosa, sugerente, expresiva, franca, directa, consistente y nutricia. Un gozoso ensamblaje entre sencillez (la de sus productos) y elevación (por el ingenio de sus gentes). 
"De Toledo, cocinero o cochero" reza un viejo refrán toledano.
La gastronomía toledana se sustenta en platos sabrosos e intensos, elaborados por lo general con elementos humildes: puchero y cocido, gachas, migas, pote, pisto manchego, legumbres, sopa castellana, hortalizas, guisos de caza menor (perdiz a la toledana) y aves domésticas, escabeches, vinos, aceite de oliva, quesos, perdiz estofada, cordero o carnero, gallina en pepitoria, pichones asados, dulces conventuales...
En la zona de los Montes de Toledo es muy tradicional la carne de caza, sobre todo el venado en salsa.
Las carcamusas son un guiso de magro de cerdo con tomate, verduras, y, en ocasiones, jamón y chorizo. Las más famosas son las del bar Ludeña.
El dulce estrella de la gastronomía toledana es el mazapán, que se realiza tanto en los conventos de la capital como en comercios familiares en los pueblos de la provincia. Destaca el de San Martín de Pusa, Sonseca o Los Navalmorales.
La capital castellano-manchega cuenta con un espléndido grupo de establecimientos modernos e innovadores que ofrecen una contemporánea pero apegada al terreno y a las raíces. 
Restaurantes capitaneados por grandes chefs que apuestan por productos locales y de temporada, derrochando sutileza y conocimientos, con un notable gusto y sensibilidad para resolver y actualizar recetas clásicas. Las recetas son ricas en vitaminas, hierro.

## Vinos
Existe una producción de vinos con la Denominación de Origen "Méntrida" cuya característica es la dureza del clima que limita el rendimiento de la uva, aportando a cambio de proporcionar un potencial cromático, de aroma (la fruta) y alcohol.